# Biserica Ortodoxă Bulgară

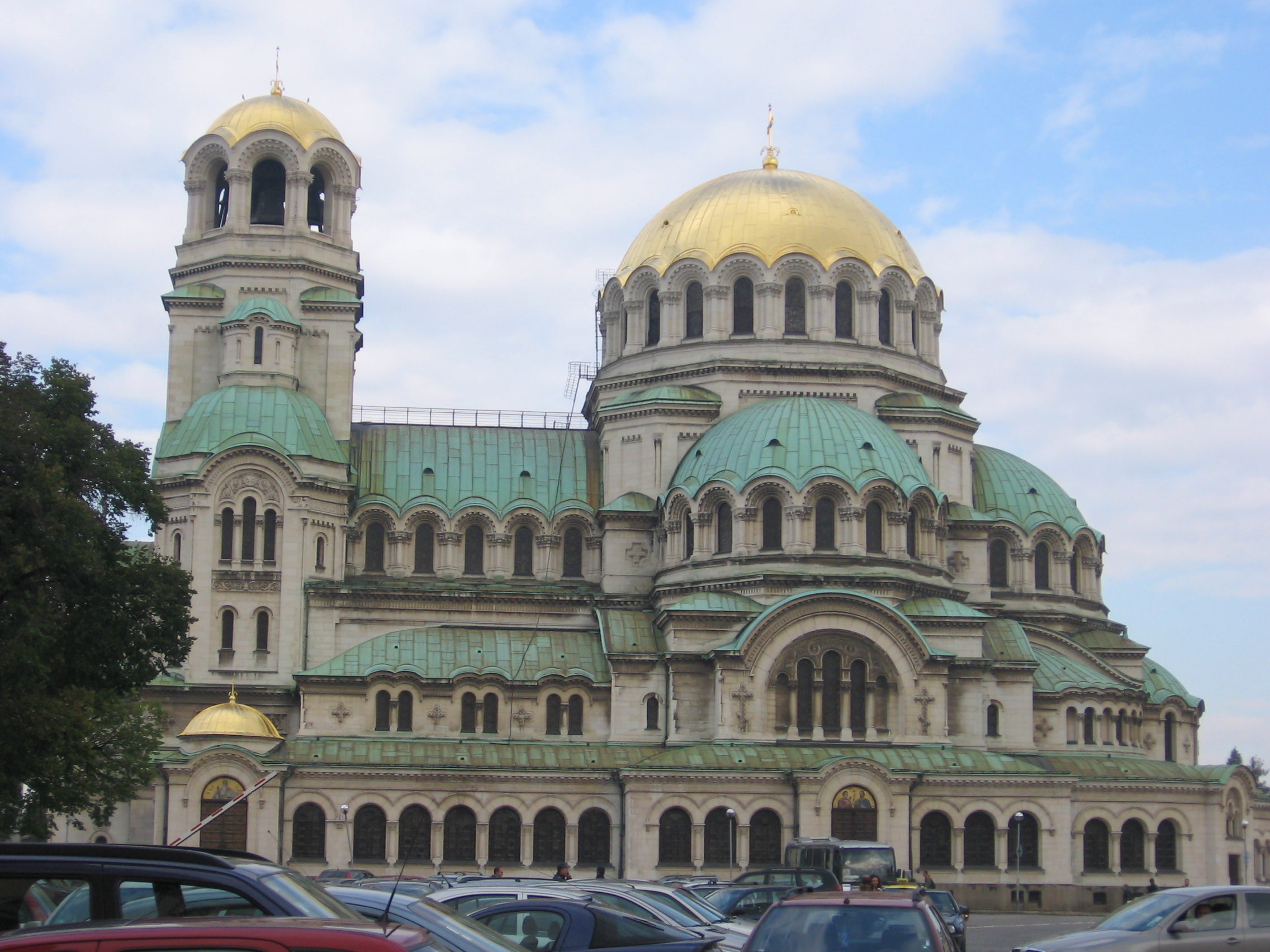
Catedrala patriarhală Sf. Alexandru Nevsky, din Sofia

Biserica Ortodoxă Bulgară este o biserică  ortodoxă autocefală cu sediul la Sofia. Întâistătătorul acestei biserici este Patriarhul Bulgariei, funcție deținută din 2024 de patriarhul Daniil al Bulgariei.

## Istoric
Creștinismul în Bulgaria a oscilat între Imperiul Roman de Răsărit (Bizanț) și Imperiul Roman de Apus (Roma). Din secolul al X-lea ierarhia bisericească din Bulgaria a rămas subordonată scaunului patriarhal de la Constantinopol. 
Dacă ne gândim că și conducătorii bulgari (preoți, meseriași și negustori) și-au deprins mai întâi în limba greacă primele rudimente de școală și învățătură, vom înțelege ușor de ce contradicțiile de ordin cultural și bisericesc erau inevitabile și de ce a fost imposibil ca în fața celorlalte neamuri conștiința de sine a poporului, a bisericii și limbii bulgare să nu se trezească. 
Mijlocul secolului al XIX-lea a fost pentru populația ortodoxă bulgară perioada de afirmare națională. Clerul bulgar luptă pentru înlăturarea ierarhiei fanariote și pentru introducerea limbii bulgare în școli și biserici. Lupta pentru independența Bulgariei, publicarea de cărți, iar mai târziu de reviste și ziare, înființarea de școli și oficializarea limbii și culturii au constituit primii pași spre revitalizarea națiunii. De asemenea, au fost luate măsuri pentru eliberarea politică.
Călugărul Paisie a venit în 1762 de la mănăstirea Hilandar de pe muntele Athos cu cartea lui despre «Istoria Bulgariei /Istoria slavo-bulgară», pe care a răspândit-o în toată țara, ea având un impact imens asupra mentalității bulgarilor. Deși era o persoană bolnăvicioasă, el n-a încetat să caute timp de doi ani, în mănăstirile Sfântului Munte și în străinătate, informații referitoare la istoria poporului și a bisericii sale. În acele momente, el afirmă:
„N-am învățat nici gramatică, nu cunosc nici cuvinte înalte, politicești, zice el, ci am scris fără pretenție, ca un bulgar simplu ce sunt. Sârbii și grecii... ne batjocoresc spunând că noi n-avem istorie. De aceea m-am nevoit, zice el în alt loc, vreme de doi ani, să adun de pretutindeni pe unde am putut tot ce se știe despre neamul și limba noastră. Citiți și cunoașteți, iubiți cititori, pentru ca să nu mai fiți batjocoriți și huliți de alte neamuri și limbi.”
Istoria călugărului bulgar Paisie de la Hilandar a declanșat începutul unui proces cultural și politic, reușind să lumineze generații întregi în calea spre progres, care a durat până la sfârșitul secolului al XIX-lea, concretizată prin unirea bulgarilor și obținerea independenței la începutul secolului al XX-lea. 
Limba este un element definitoriu al naționalității. În Bulgaria, conducerea breslelor era în mâinile turcilor și grecilor, și numai spre începutul secolului al XIX-lea s-au alcătuit breslele bulgărești aparte, cu regulamente și condici scrise în bulgărește, dar cu litere grecești. Activitatea lui Paisie a fost continuată la începutul secolului al XIX-lea, de ucenicul lui, Sf. Sofronie de Vrața / Sfântul Sofronie Vraceanski, - canonizat de Biserica Bulgară la 24 martie 1965 - care a pus bazele limbii moderne bulgare, prin lucrările sale literale, reușind chiar să pună bazele unei strânse colaborări între bulgari și români – acesta ajutând foarte mult poporul bulgar, atât din punct de vedere lingvistic, cât și istoric. Procesul cultural început de acesta a fost continuat de o serie de episcopi, oameni de cultură și revoluționari bulgari care au urmat liniile trasate de Sf. Sofronie / Sfântul Sofronie Vraceanski, printre care s-au aflat B. Aproliv, Z. Knijevschi, J. Bogorov, L. Karavelov, R. Zinzifov și C. Miladinov. 
De pe pământul românesc au stăruit pentru renaștere numeroși bulgari, între care Diaconul Ignatie, cunoscut sub numele de Vasil Levski, activ pe la 1864. 
Episcopul Epifanie Norocel al Buzăului vorbește cu mult respect despre relația deosebită pe care a avut-o mai ales în sec. XIX-lea, Biserica Ortodoxă Română cu Biserica Ortodoxă Bulgară, cum a colaborat Sfântul Sofronie Vraceanski cu românii și s-au ajutat reciproc. Tot la începutul acestui secol, Sf. Sofronie a fost sprijinit de ierarhii români de pe acea vreme, a tipărit la Râmnicu Vâlcea, în limba neobulgară, în anul 1806 Chiriacodromionul sau Nedelnic, care reprezintă un eveniment important în istoria Bisericii Bulgare și bineînțeles un eveniment semnificativ al relațiilor de amiciție dintre România și Bulgaria. 
Atât prin acest tom tipărit, ca și prin celelalte care au rămas în manuscris, Sfântul Sofronie Vraceanski a adus un deosebit aport Bisericii din Bulgaria, limbii și literaturii neobulgare, poporului bulgar, la începutul renașterii sale naționale. 
Mitropolitul Ungrovlahiei Grigorie al IV-lea (1823-1834), deși a avut anumite impedimente, a sprijinit Biserica bulgară, prin faptul că a tipărit în Țara Românească Noul Testament în limba bulgară vorbită și a oferit suport financiar, fapt pentru care este foarte apreciat de bulgari. 
În ajutorarea bulgarilor mai vin și numeroși mireni, care tipăresc primele cărți moderne : "Alfabetul" de la Brașov în 1824, după care se pun bazele școlii lancasteriene în Bulgaria, iar în 1835 negustorul Vasile Aprilov, înființează prima școală în Gabrovo. În această perioadă au început să se construiască școli bulgărești, urmând ca în 1845, să se constate existența a 45/53 de școli. Între anii 1844 -1860 au loc foarte multe publicări de ziare, broșuri, înființarea cercurilor literale și politice, iar în 1868 se înființează Academia Bulgară. Așa a început, după scurt timp răscoala bulgarilor, față de greci, au început să alunge episcopii greci și să le închidă școliile, iar în 1824, bulgarii încep să-și ceară drepturile cuvenite. 
Revoluția de la 1821 i-a antrenat și pe bulgari. Istoriografia bulgară îl consideră pe Bimbașa Sava și pe Ghenci-Aga drept reprezentanți ai revoluționarilor bulgari. Sava era născut la Sliven și se crede că a urmat școala greacă din Patmos, celebră în acel timp. 
Se pare că bulgarii din Sliven și Târnovo aveau legături cu comitetul eterist din Odessa și cu eteriștii din Țara Românească și Moldova. Este cunoscut faptul că în perioada 1817-1820, în cele două orașe bulgare activaseră agenți ereriști, între care și învățatul Gheorghe Parașenkov. Pentru a nu da de bănuit autorităților otomane, agenții eteriști se angajau învățători în orașele și satele bulgărești. 
Revoluționarii bulgari erau mai apropiați concepției de emancipare socială a lui Tudor Vladimirescu, care i-a determinat pe țărani să se răscoale împotriva abuzurilor boierilor, decât de panelenismul ( doctrină politică preconizând unirea tuturor populațiilor elenice într-un singur stat ) lui Alexandru Ipsilanti, căruia îi plăcea să poarte denumirea de protector al statului. 
Dacă a existat o luptă de emancipare socială, putem spune că a existat și una de emancipare culturală. Secolul al XIX-lea se caracterizează printr-o amploare deosebită a interesului pentru problemele limbii. Acest interes, care se amplifică după 1830, în 1860 devine covârșitor. 
Prin influența lor culturală, grecii au vrut să țină Bulgaria sub controlul lor, mai ales din punct de vedere bisericesc. Traducerea Noului Testament făcută de Neofit Bosveli de la Rila a fost interzisă, iar școlile bulgare au fost desființate în mare parte. Bulgarii au ajuns să se plângă chiar sultanului de atitudinea grecilor fanarioți. Conflicte dure între bulgari și greci au izbucnit la Vrața, în 1824, când au fost aduse învinuiri episcopului grec Meletie. Lupta împotriva clerului grec capătă dimensiuni importante după 1830, când începe să se consolideze o burghezie bulgară ce intră în concurență cu burghezia greacă pentru controlul asupra pieței interne. Lupta pentru o Biserică bulgară a fost o luptă național-politică, deoarece avea ca scop recunoașterea naționalității bulgare din Turcia, și de aceea la ea a participat întreaga națiune bulgară. Conflicte bisericești între bulgari și greci au avut loc în 1836 la Stara Zagora și în 1838 la Târnovo, lupta bulgarilor fiind condusă de învățatul călugăr al mânăstirii Rilo, Neofit Bosveli din Kotel, figură marcantă a emancipării bisericești bulgare, el fiind denunțat și exilat la Athos, pe motivul că a pornit poporul bulgar la luptă. Împreună cu un alt călugăr, Ilarion Mihailovski, cei doi au alcătuit primul program de emancipare religioasă a bulgarilor. Acest proces de emancipare a fost sprijinit mai ales de bulgarii stabiliți în Țara Românească, încă de la începutul secolului al XIX-lea. În anii 1860-1861 au mai fost închiși : Constantin Mladenov, un mare folclorist, și trei episcopi, pentru motivul că nu au pomenit numele patriarhului. Deabia acum intervine sultanul Mehmet în ajutorarea poporul bulgar, și alături de ruși reușesc să-l forțeze pe patriarhul Ioachim să acorde sprijin bulgarilor, dar bulgarii doreau mai mult, doreau autocefalie, iar patriarhii greci cer sinodului ecumenic să ia decizii, în privința bulgarilor, deoarece nu mai doreau să fie responsabili de doleanțele Bisericii Bulgare. Problemele continuă până când în 12 martie 1870, Poarta dă un decret care oferă bulgarilor șansa de a avea un exarhat independent. Ei formează un Sinod, în care îl aleg de mitropolit pe Iilarion, dar acesta fiind excomunicat, este ales ca exarh al Bisericii bulgare Antim, (adică o funcție superioară aceleia de mitropolit și inferioară aceleia de patriarh, funcție oferită de patriarhia de Constantinopol ), în anul 1872, care avea sediul la Constantinopole. Antim (1872-1877) a păstorit într-o perioadă destul de dificilă, deoarece majoritatea episcopilor bulgari, au fost trimiși în teritorii grecești, iar în Macedonia nu s-au putut instala episcopi bulgari, decât în 1890, datorită perioadei războaielor contra turcilor. Înființarea Exarhatului bulgar și lupta pentru independență bisericească a oferit bulgarilor un nou statut politic și religios. 
Nu după multe zile de la desemnarea lui Antim ca exarh al Bisericii Bulgare, mai exact în 25 mai 1872, patriarhul Antim al VI –lea, declară Biserica bulgară schismatică, ( adică o separă formal de comunitatea reigioasă, de care aparține, și anume de patriarhia ecumenică), pe motive că ar contraveni canoanelor. 
În septembrie același an, turcii insistă a se ține un sinod "ecumenic"; patriarhii de Alexandria și Antiohia, precum și arhiepiscopul de Cipru aprobă excomunicarea, cel de Ierusalim ( Chiril ) nu aprobă, poate din pricina presiunii rusești, fapt pentru care Chiril fu depus înapoi. 
Abandonați de patriarhia ecumenică, intervine în ajutorarea Bisericii Bulgare, Biserica Rusă, care le va oferi timp de 40 de ani Sf. Mir, după care până în 1945 au intervenit românii și sîrbii, schisma fiind retrasă în anul menționat, iar tot în acest an, Biserica Ortodoxă Bulgară devine autocefală. 
Revolta Bulgara din 1876 a pus problema bulgara în atenția comunității democratice mondiale, iar tot în acest an, în Bulgaria se comit multe măceluri. Aceasta a fost justificarea războiului Rusiei din 1877, împotriva Turciei otomane, care a dus la eliberarea Bulgariei în 1878. 
În 1885 a fost realizată unirea Regatului Bulgariei cu Rumelia de Est. În teritoriile macedoniene, ce erau sub dominație turcă, a izbucnit revolte Ilinden-Preobrazhenie, care a fost înăbușită crud de autoritățile turce. Bulgaria a luat parte la războiul Balcanic (1912) pentru a-și unifica națiunea. A câștigat războiul, dar în Pacea de la București (1913) a suferit câteva pierderi teritoriale, așa încât unele zone locuite în majoritate de bulgari au ajuns în componența statelor vecine. 
Participarea Bulgariei în Primul și cel de-al Doilea Război Mondial, a avut ca scop tot unificarea națională, dar a fost catastrofică. După marile pierderi, din urma războaielor, Guvernul Stambolov, îl susține pe regele Ferdinand I al Bulgariei (1887-1918) – tandemul Stambolov și Ferdinand doreau să demonstreze că ei erau conducătorii de facto ai unui stat stabil. Mitropolitul Clement de Târnova reușeste să se opună principilor regelui, cu ajutorul Rusiei, el fiind închis timp de trei ani pentru nesupunerea lui. 
Poporul și Biserica se dovediseră mai tari, cu toate presiunile politice și patima partidelor, care nu se arătaseră deloc prietene Bisericii, ba se ajunse chiar la orientare spre stânga, mai ales din cauza dominației capitalismului german, care împinsese Bulgaria în cele două războaie mondiale, în deosebi în vederea planurilor sale de dominare.

## Perioada comunistă
Pe data de 9 septembrie 1944 s-a format un guvern al Frontului Național. Bulgaria a fost declarată republică. Partidul comunist a venit la putere și a fost instalat un regim totalitar. În 1946, când se sărbătoreau 1.000 de ani de existență a mănăstirii Rilo, premierul comunist Gheorghi Dimitrov a afirmat că fără jertfa mănăstirilor și bisericilor ortodoxe bulgare n-ar fi fost posibilă renașterea statului bulgar.
Mitropolitul Ștefan Șokov, care s-a implicat anterior în salvarea evreilor din Bulgaria, a fost destituit din funcție în data de 6 septembrie 1948 și i s-a stabilit domiciliu obligatoriu în comuna Banea.
În data de 10 mai 1953 Biserica Ortodoxă Bulgară a fost ridicată la rangul de patriarhie, sub mitropolitul Chiril al Bulgariei. Patriarhul ecumenic Athenagoras I (1949-1972) a emis tomosul de recunoaștere din partea Patriarhiei Ecumenice la 1 august 1961.

## Perioada post-comunistă

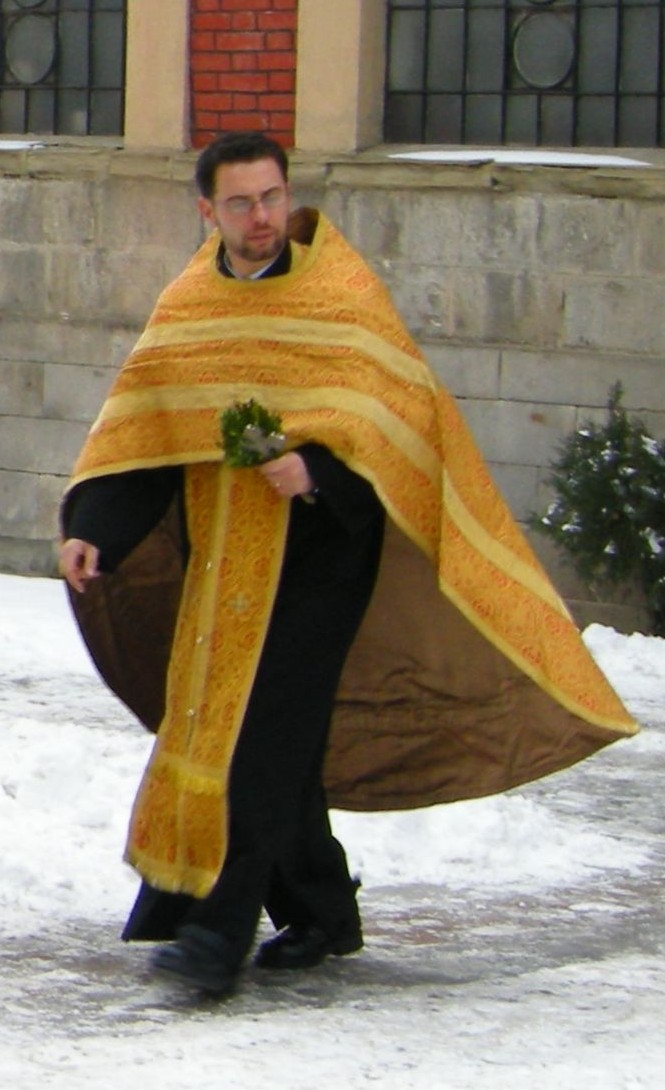

Începuturile schimbărilor democratice din Bulgaria sunt legate de data de 10 noiembrie 1989. Procesul de colaborare politică și spirituală a Bulgariei cu alte popoare Europene a dobândit noi dimensiuni începând cu schimbarea democratică din 1989 și mai ales cu integrarea în structurile Euro-Atlantice. 
În 2 iulie 1989 a avut loc în catedrala din Vrața, oficierea liturghiei pontificată de Sanctitatea Sa Maxim, Patriarhul Bulgariei, iar cu ocazia aniversării a 250 de ani de la nașterea Sf. Sofronie Vraceanski, s-a dat citire Pastoralei Sinodului Bisericii Ortodoxe Bulgare, iar tot în același an s-au împlinit 18 ani de când a fost desemnat Sanctitatea Sa Maxim ca patriarh al Bulgariei. În anul 1991 a fost adoptată o noua constituție, s-au reformat partidele politice și a fost inițiată o economie de piață. 
În timpul celor 5 secole de dominație străină, diplomați, misionari și călători vest-europeni au trecut prin Balcani exprimându-și în operele lor simpatia față de această națiune creștină. Cel mai bun exemplu de compasiune din partea țărilor europene este reacția pe care acestea au avut-o față de suprimarea crudă a Revoltei din aprilie 1876, care a condus la restabilirea statului bulgar, ca rezultat al Războiului Ruso-Turc (1877-1878).

## Împărțirea administrativă
Episcopii în Bulgaria:
- Episcopia de Vidin
- Episcopia de Vrața
- Episcopia de Loveci
- Episcopia de Veliko Tărnovo
- Episcopia de Silistra și Cerven (cu sediul la Ruse)
- Episcopia de Varna și Preslav (cu sediul la Varna)
- Episcopia de Sliven
- Episcopia de Stara Zagora
- Episcopia de Plovdiv
- Episcopia de Sofia
- Episcopia de Nevrokop
- Episcopia de Plevna
- Episcopia de Ruse

Episcopii în afara țării:
- Episcopia Europei Centrale și de Vest (cu sediul la Berlin)
- Episcopia de America, Canada și Australia (cu sediul la New York)

## Legături externe
Istorie
- Biserica Ortodoxă Bulgară în anii comunismului Arhivat în 24 mai 2014, la Wayback Machine., 7 august 2011, Dr. George Enache, Ziarul Lumina